# Evansiola
Evansiola är ett släkte av insekter. Evansiola ingår i familjen dvärgstritar.
Kladogram enligt Catalogue of Life:
| Evansiola | \| \| Evansiola insularis \| \| \| \| \| \| Evansiola selkirki \| \| \| \| |
|           | \| \| Evansiola insularis \| \| \| \| \| \| Evansiola selkirki \| \| \| \| |
|           | Evansiola insularis                                                        |
|           |                                                                            |
|           | Evansiola selkirki                                                         |
|           |                                                                            |